# Pogo 1104
Pogo 1104 ist eine vierteilige Miniserie der ARD aus dem Jahr 1984 um einen fiktiven Piratensender. Regie führte Wigbert Wicker.

## Handlung
Edgar, Sohn wohlhabender Eltern, betreibt in Hamburg einen beliebten Piratensender namens Radio Störtebeker. Die vorproduzierte Sendung spielt er aus einem fahrbaren Sender in einem alten VW-Bus immer zu einem bestimmten Sendetermin ab und kurvt dabei kreuz und quer durch Hamburg, um bei der Ausstrahlung nicht allzu leicht angepeilt werden zu können. Der Post ist sein Piratensender schon lange ein Dorn im Auge, so versucht sie immer wieder, ihn mit ihren Peilwagen zu erwischen. Gerät er in die Bredouille, schaltet er den Sender ab und flüchtet mit dem Bus in die Hinterhofwerkstatt seines Kumpels Ludwig, der den Wagen unter einer großen Plane versteckt.
Ludwig ist ehemaliger Schiffsmaschinist und Amateurboxer, schraubt und tunt teilweise Autos für Kiezgrößen, jedoch darf er eigentlich ohne Meisterbrief keinen Betrieb führen und bekommt so immer wieder Ärger mit der Ordnungsbehörde.
Dritter im Bunde ist der Maulheld und erfolglose Musikproduzent Rick, der mit seinem alten und oft kaputten Porsche auch Kunde bei Ludwig ist und seit einiger Zeit nur von dem Geld lebt, das er sich immer wieder bei seiner Freundin Tina leiht. Diese braucht das Geld eigentlich selber, um sich selbstständig zu machen, wird aber vom Sprüche klopfenden Rick immer wieder vertröstet und rumgekriegt. Da der Porsche mittlerweile schlapp gemacht hat und er ihn verkaufen will, um endlich seine Schulden bei Tina zu begleichen, ist sein letzter wertvoller Besitz seine Schallplattensammlung von mehreren tausend Exemplaren.
Irgendwann gelingt es der Post, Edgar zu stellen. Seine Sendeanlage und der Bus werden beschlagnahmt und auch Ludwigs Werkstatt wird von der Behörde geschlossen. Die drei Protagonisten schmieden den Plan, außerhalb der Hoheitsgewässer einen neuen Piratensender auf einem Schiff zu betreiben und von dort Ricks Platten abzuspielen, nur haben sie kaum Geld. Rick hat aber im Hamburger Hafen einen alten Kutter entdeckt, den sie für geeignet halten. Bei Nachforschungen finden sie heraus, dass das Schiff vom vorherigen Eigner als gesunken gemeldet und die Versicherung betrogen wurde. Sie wenden sich an die Versicherung und machen ein Geschäft, als Belohnung für ihre Aufdeckung des Betruges wollen sie den alten Kahn bekommen. Sie fangen an, das Schiff umzubauen, auszurüsten und ihre Zukunft mit dem neuen Piratensender Pogo 1104 zu starten, dessen Name sich vom Schiff und der Sendefrequenz ableitet.

## Hintergrund
Erstausstrahlung des ersten Teils war am 11. November 1984, die weiteren Teile folgten im Wochenrhythmus. Die Aufnahmen entstanden in Hamburg und Tönning. Die Serie ist 2007 auf DVD erschienen.